# Barry De Vorzon
Barry De Vorzon (New York, 31 luglio 1934) è un compositore, produttore discografico e cantante statunitense, vincitore nel 1977 del Grammy Award per il miglior arrangiamento strumentale con il brano Nadia's Theme dalla serie Febbre d'amore, nel 1972 è stato inoltre candidato all'Oscar per la migliore canzone per Bless the Beasts & Children.

## Biografia
Nel 1960 de Vorzon fondò la Valiant Records, scritturando alcuni artisti tra i quali The Association.
Nel 1963 de Vorzon scrisse I Wonder What She's Doing Tonight per The Cascades, che però non la registrarono, quindi venne successivamente incisa dal gruppo di de Vorzon, i Barry and the Tamerlanes.
Negli anni '70 e '80 scrisse molte colonne sonore cinematografiche e televisive, come Febbre d'amore, S.W.A.T., V - Visitors e I guerrieri della notte. Insieme a Joe Walsh scrisse per gli Eagles il brano In the city. Ha inoltre collaborato alla creazione del software MasterWriter per autori di musiche e testi.

## Colonne sonore

### Cinema
- R.P.M. Rivoluzione per minuto (R.P.M.), regia di Stanley Kramer (1970)
- Bless the Beasts & Children, regia di Stanley Kramer (1971)
- Dillinger, regia di John Milius (1973)
- L'eroe della strada (Hard Times), regia di Walter Hill (1975)
- Il mondo violento di Bobbie Jo ragazza di provincia (Bobbie Jo and the Outlaw), regia di Mark L. Lester (1976)
- Rolling Thunder, regia di John Flynn (1977)
- I guerrieri della notte (The Warriors), regia di Walter Hill (1979)
- La nona configurazione (The Ninth Configuration), regia di William Peter Blatty (1980)
- Xanadu, regia di Robert Greenwald (1980)
- Tattoo - Il segno della passione (Tattoo), regia di Bob Brooks (1981)
- Troppo belle per vivere (Looker), regia di Michael Crichton (1981)
- Scuola di sesso (Jekyll and Hyde... Together Again), regia di Jerry Belson (1982)
- Mischief, regia di Mel Damski (1985)
- Scherzare col fuoco (Stick), regia di Burt Reynolds (1985)
- Dimensione terrore (Night of the Creeps), regia di Fred Dekker (1986)
- L'esorcista III (The Exorcist III), regia di William Peter Blatty (1990)

### Televisione
- Febbre d'amore (1971)
- SWAT (1975)
- Simon & Simon (1981)
- V - Visitors (1984)